# Samuel Sigismund von Haubitz
Samuel Sigismund von Haubitz (auch Samuel Siegmund) (geb. 1724 in Soldau; gest. am 20. April 1795 in Groß Koschlau) war ein preußischer Leutnant und Landrat.

## Herkunft
Samuel Sigismund von Haubitz war Angehöriger des altmeisnischen Adelsgeschlechts Haubitz. Er war der Sohn von George Samuel von Haubitz (* um 1698), Leutnant und Capitain in französischen Diensten und Erbherr auf Salluschken, Warglitten und Seeben. Seine Mutter war Eleonore, geb. von Polentz. 

## Leben
Samuel Sigismund besuchte ab August 1739 das Gymnasium in Elbing. Nach seinem Eintritt in das preußische Heer diente er 18 Jahre im Kürassier-Regiment von der Marwitz und stieg dort bis zum Rang eines Leutnants auf. Nach seiner Verabschiedung vom Militärdienst im Jahr 1766 wurde er im April 1767 zum Nachfolger von Bernhard von Kortzfleisch als Landrat des Kreises Mohrungen ernannt. Von 1777 bis 1780 wechselte er als Landrat in den Kreis Neidenburg, wo er die Nachfolge von Christoph Wilhelm von Boyen antrat.

## Persönliches
Samuel Sigismund von Haubitz besaß Groß Koschlau, Seeben, Grallau und weitere Güter im Wert von 10.000 Talern. Er war verheiratet, starb jedoch kinderlos.